# Filipijnse slangenarend
De Filipijnse slangenarend (Spilornis holospilus) is een vogel uit de familie Accipitridae (Havikachtigen).

## Verspreiding en leefgebied
Deze soort is endemisch in de Filipijnen, een republiek in Zuidoost-Azië.